# Agrilus qom
Agrilus qom – gatunek chrząszcza z rodziny bogatkowatych i podrodziny Agrilinae.
Gatunek ten opisany został w 2019 roku przez Eduarda Jendeka i Wasilija Griebiennikowa na łamach Zootaxa. Jako miejsce typowe wskazano górę Phou Pane w Laosie.
Chrząszcz o wrzecionowatym w zarysie ciele długości 4,3 mm. Wierzch ciała jest jednolicie ubarwiony. Głowa wyposażona jest w oczy złożone o średnicy nie mniejszej niż połowa szerokości ciemienia. Ciemię jest gęsto pomarszczone i ma głęboki pośrodkowy wcisk. Czułki mają piłkowanie zaczynające się od czwartego członu. Przedplecze jest podłużne do kwadratowego, najszersze na przednim brzegu; ma łukowaty i szeroki płat przedni na wysokości kątów przednich, lekko łukowate brzegi boczne i rozwarte kąty tylne. Na powierzchni przedplecza występują wciski przednio-środkowy, tylno-środkowy i para płytkich wcisków bocznych. Prehumerus ma formę nitkowatą. Boczne żeberka przedplecza są umiarkowanie zbieżne. Pokrywy są w całości owłosione i mają osobno wyostrzone wierzchołki. Przedpiersie ma wąsko i łukowato wykrojoną odsiebną krawędź płata oraz wgnieciony i lekko rozszerzony wyrostek międzybiodrowy. Wyrostek międzybiodrowy zapiersia jest wgnieciony. Odwłok ma łukowatą wierzchołkową krawędź pygidium. Genitalia samca cechują się symetrycznym, najszerszym u wierzchołka i spiczasto zwieńczonym edeagusem.
Owad orientalny, endemiczny dla Laosu, znany tylko z lokalizacji typowej w prowincji Houaphan.